# Гонсалес, Майкен
Ма́йкен Эдуа́рдо Гонса́лес Альдасо́ро (исп. Maiken Eduardo González Aldazoro; 11 мая 2006, Акаригуа) — венесуэльский футболист, полузащитник клуба «Депортиво Ла Гуайра», выступающий на правах аренды за клуб «Кривбасс».

## Клубная карьера
Майкен Гонсалес является воспитанником венесуэльского клуба «Депортиво Ла Гуайра», где с 2023 года играл за молодёжную команду (U-20). 7 мая 2023 года дебютировал за клуб в чемпионате Венесуэлы в матче против «Райо Сулиано». В марте 2025 года на правах аренды перешёл в украинский клуб «Кривбасс», где начал выступать за команду U-19 и одновременно был включён в расширенную заявку основной команды на матчи чемпионата Украины.
Дебютировал в украинской Премьер-лиге в сезоне 2024/25, сыграв три матча, выходя на замену. За это время провёл 38 минут на поле и отметился одной голевой передачей.

## Карьера в сборной
В 2023 году Гонсалес выступал за юношескую сборную Венесуэлы (до 17 лет), провёл 6 матчей и забил 1 гол.